# Cerro Largo (Panama)
Cerro Largo è un comune (corregimiento) della Repubblica di Panama situato nel distretto di Ocú, provincia di Herrera. Si estende su una superficie di 106,5 km² e conta una popolazione di 1.478 abitanti (censimento 2010).